# Festival Internacional de Música Francesc Viñas
El Festival Internacional de Música Francesc Viñas és un festival de música que té lloc cada estiu, des del 1983, a la vila de Moià i que porta el nom de l'insigne tenor moianès Francesc Viñas i Dordal. És conegut amb el subtítol de Festival de la Catalunya Central.